# Forza Italia
Forza Italia (ital. für Vorwärts Italien), abgeleitet vom gleichnamigen Schlachtruf im Sport, war eine politische Partei in Italien, die 1994 gegründet wurde und am 29. März 2009 in der neuen Partei Popolo della Libertà (PdL) aufging. Sie wurde von Silvio Berlusconi geführt und war stark auf dessen Person ausgerichtet. Dreimal führte sie die Regierung jeweils in Mitte-rechts-Koalitionen: von 1994 bis 1996, von 2001 bis 2006 und ab 2008.
Von einer Parteispaltung begleitet, beschloss das PdL am 16. November 2013 zum alten Namen zurückzukehren, siehe Forza Italia (2013).

## Geschichte
1993 wurde die Partei vom Unternehmer Silvio Berlusconi ins Leben gerufen. Die offizielle Gründung erfolgte am 18. Januar 1994, zwei Monate vor der einschneidenden Parlamentswahl im März. Die Wahl fand in der Zeit der Mani-pulite-Prozesse statt, in der massive Korruption, Amtsmissbrauch und illegale Parteifinanzierung aufgedeckt wurden (Tangentopoli).
Die Gründung der Partei wurde finanziell, personell und logistisch stark von Berlusconis Fininvest-Konzern unterstützt. Die Gebietsleiter der Werbefirma Publitalia '80 (die von dem Forza-Italia-Gründungsmitglied Marcello Dell’Utri geleitet wurde) organisierten die Auswahl von Forza-Italia-Kandidaten. Das Marketingnetzwerk von Finivest stellte das Personal für das Meinungsforschungsinstitut Diakron, das das „Marktpotenzial“ der neuen Partei untersuchte. Die Kreditvermittler der Fininvest-Tochter Programma Italia förderten die Gründung lokaler Parteigliederungen. Der Wahlkampf der neuen Partei stützte sich in erheblichem Maße auf die zu Fininvest gehörenden Fernsehsender und PR-Maschinerie.
Forza Italia war die erste größere politische Partei, die von einem Wirtschaftsunternehmen gegründet wurde. Erst nach und nach baute sich die Partei eine wirkliche Mitgliedschaft auf. Der erste reguläre Parteitag fand erst vier Jahre nach der Gründung statt. Die Politikwissenschaftlerin Emanuela Poli beschrieb die Partei als „eine bloße Diversifikation von Fininvest auf dem politischen Markt“. Andere Autoren bezeichneten Forza Italia aus diesem Grund als „Instantpartei“, „Partei aus Plastik“, „Firmen-“, „Phantom-“ oder „virtuelle Partei“.
Die fünf Parteien (Pentapartito), die das politische System seit dem Ende des Zweiten Weltkriegs, die sogenannte Erste Republik, trugen und die meiste Zeit (im Falle der Democrazia Cristiana sogar ununterbrochen) an der Regierung beteiligt waren, stürzten bei dieser Wahl ab. Neue Parteien legten dagegen stark zu, Forza Italia wurde auf Anhieb stärkste Kraft. Gemeinsam mit anderen Mitte- und Rechtsparteien wie der regionalistischen Lega Nord, der rechtskonservativen Alleanza Nazionale und der christdemokratischen UDC bildete sie das Wahlbündnis Polo delle Libertà (‚Pol der Freiheiten‘), ab 2001 Casa delle Libertà (‚Haus der Freiheiten‘). Dieses stellte von 1994 bis 1995 und erneut von 2001 bis 2006 die Mehrheit im italienischen Parlament und die Regierung, jeweils unter Silvio Berlusconi als Ministerpräsident.
Kritiker warfen der Partei vor, nur unzureichende Parteistrukturen aufgebaut zu haben und führen die scheinbar unangreifbare Position von Silvio Berlusconi als Argument ins Feld. Historisch gesehen hat die Forza Italia großen Teilen der nach der Auflösung der italienischen Christdemokratie (Democrazia Cristiana, DC) und der sozialistischen Partei (Partito Socialista Italiano, PSI) heimatlos gewordenen bürgerlichen bzw. sozialliberalen Kräfte eine neue Heimat gegeben. In Wirtschaftsfragen tritt sie liberal auf, sonst eher konservativ und christdemokratisch. Bei den Parlamentswahlen im Jahr 2006 erhielt die Forza Italia mit einem Anteil von 23,7 % deutlich weniger Stimmen als noch 2001 (29 %) und büßte ihre Regierungsmehrheit ein, war allerdings weiterhin die stärkste Einzelpartei (stärkste Kraft war hingegen die aus mehreren Mitte-links-Parteien bestehende L’Ulivo-Liste).
Politikwissenschaftler ordnen die Partei den Bewegungen des Populismus zu. In der speziellen Ausprägung, die maßgeblich durch die Interessen ihres Gründers und Parteivorsitzenden Silvio Berlusconi geprägt war bzw. ist, wird dabei auch von Berlusconismus gesprochen.

### Bekannte Mitglieder von Forza Italia
- Gabriele Albertini, Bürgermeister von Mailand (1997–2006)
- Angelino Alfano, Berlusconis Rechtsanwalt, Koordinator der FI in Sizilien, Justizminister (2008–11), Innenminister (2013–16), Außenminister (2016–18)
- Michaela Biancofiore, Landeskoordinatorin in Südtirol
- Sandro Bondi, zuvor PCI, Kulturminister (2008–11), Senator (2008–18)
- Michela Vittoria Brambilla, Gründerin der Circoli della Libertà, ab 2008 Staatssekretärin für Tourismus
- Mara Carfagna, ehemaliges Showgirl und Fotomodell, ab 2008 Ministerin für Gleichberechtigung
- Ombretta Colli, ehemalige Schauspielerin, Präsidentin der Provinz Mailand (1999–2004), ab 2006 Senatorin
- Nicola Cosentino, zuvor PSDI, ab 2008 Staatssekretär für Wirtschaft, angeblich Mitglied der Geheimloge P3
- Marcello Dell’Utri, Geschäftsführer der Fininvest-Tochter Publitalia '80, Mitbegründer von FI, ab 2001 Senator, verurteilt wegen Mafia-Verwicklungen
- Manuela Di Centa, ehemalige Skilangläuferin, IOC-Mitglied, ab 2006 Abgeordnete
- Roberto Dipiazza, ab 2001 Bürgermeister von Triest
- Giuliano Ferrara, zuvor PCI, PSI, Gründer und Herausgeber der Zeitung Il Foglio
- Roberto Formigoni, zuvor DC, Regionalpräsident der Lombardei (1995–2013)
- Franco Frattini, zuvor PSI, Außenminister (2002–04 und 2008–11), EU-Kommissar für Justiz (2004–08)
- Giancarlo Galan, zuvor PLI, Regionalpräsident von Venetien (1995–2010)
- Mariastella Gelmini, Koordinator der FI in der Lombardei, Bildungsministerin (2008–11)
- Gianni Letta, Fininvest-Manager, verantwortlich für Canale 5, Mitbegründer von FI, Staatssekretär beim Ministerpräsidenten (1994–95, 2001–06, 2008–11)
- Antonio Martino, zuvor PLI, Außenminister (1994–95), Verteidigungsminister (2001–06)
- Marcello Pera, zuvor PSI, Senator (1996–2013), Präsident des Senats (2001–06)
- Stefania Prestigiacomo, Ministerin für Gleichberechtigung (2001–06), Umweltministerin (2008–11)
- Cesare Previti, zuvor MSI, Verteidigungsminister (1994–95)
- Claudio Scajola, zuvor DC, nationalen Koordinator von FI, Innenminister (2001–02), Minister für wirtschaftliche Entwicklung (2005–06, 2008–10)
- Bud Spencer (Carlo Pedersoli), Schauspieler
- Antonio Tajani, EU-Verkehrskommissar (2008–10), Industriekommissar (2010–14), Präsident des EU-Parlaments (seit 2017)
- Giulio Tremonti, zuvor PSI, Finanzminister (1994–95, 2001–04, 2005–06, 2008–11)
- Denis Verdini, zuvor PSI, PRI, nationaler Koordinator von FI/PdL (ab 2008)
- Iva Zanicchi, ehemalige Sängerin und Schauspielerin, Europaparlamentarierin (2008–14)
- Franco Zeffirelli, Regisseur, Senator (1994–2001)

### Auflösung
Am 18. November 2007 kündigte Berlusconi die Gründung einer neuen Partei mit dem Namen Popolo della Libertà (deutsch: Volk der Freiheit) an. Berlusconis Ziel war, die an der Mitte-rechts-Koalition Casa delle Libertà beteiligten Parteien zu einer Sammelpartei zu verschmelzen und so einen Gegenpol zur wenige Wochen zuvor gegründeten Mitte-links-Sammelpartei Partito Democratico aufzubauen. Allerdings sprachen sich zunächst alle drei großen Bündnispartner (Alleanza Nazionale, Lega Nord und UDC) gegen eine Auflösung in die von Berlusconi neu gegründete Partei aus. Nach dem Fall der Regierung Prodi, Ende Januar 2008, legte Berlusconi das Projekt Popolo della Libertà zunächst bis auf weiteres auf Eis. Am 8. Februar 2008 gaben Berlusconi und Fini jedoch bekannt, dass Forza Italia und Alleanza Nazionale an den am 13. und 14. April stattfindenden vorgezogenen Parlamentswahlen mit einer gemeinsamen Liste antreten werden. Popolo della Libertà ist damit als Nachfolgebewegung des bisherigen Wahlbündnisses Casa delle Libertà zu verstehen.
Am 21. November 2008 beschloss der Parteivorstand von Forza Italia die Auflösung der Partei und ihr Aufgehen im Popolo della Libertà. Er gab dem amtierenden Ministerpräsident Silvio Berlusconi dabei freie Hand für den Vollzug des Übergangs. Der Popolo della Libertà wurde auf einem Kongress vom 27. bis 29. März 2009 in Rom gegründet, womit gleichzeitig Forza Italia offiziell aufgelöst wurde.

### Wiedergründung 2013
Am 25. Oktober 2013 erklärte Berlusconi als Präsident des Popolo della Libertà, dass seine Partei nunmehr wieder Forza Italia heißen solle. Auf einem Parteitag entschieden sich am 16. November 2013 rund 800 Parteimitglieder für einen Neuanfang unter altem Namen. Berlusconi wurde zitiert: „Ich bin glücklich, dass wir zu diesem Namen zurückgekehrt sind, den wir alle noch im Herzen haben: Forza Italia.“ PdL-Generalsekretär Angelino Alfano und seine Regierungskollegen hatten hingegen bereits im Vorfeld erklärt, an dem Parteitag nicht teilzunehmen und sich mit einer Reihe weiterer Abgeordneter als neue Partei Nuovo Centrodestra zu formieren.